# Kaman 22 (UAV)
El Kaman 22 (persa: پهپاد کمان ۲۲ ) es un vehículo aéreo de combate no tripulado (UCAV) iraní de fuselaje ancho presentado el 24 de febrero de 2021 por la Fuerza Aérea de la República Islámica de Irán.  Se dice que es el primer dron de fuselaje ancho del país. El alcance del Kaman 22 es de aproximadamente 3000 km (1900 millas) y puede transportar 300 kg (660 lb) de explosivos.
Según el comandante de la FARII, Aziz Nasirzadeh, el Kaman 22 es el primer dron de combate de fuselaje ancho de fabricación nacional en el país capaz de transportar todo tipo de municiones.